# Štalcerji
Štalcerji este o localitate din comuna Kočevje, Slovenia, cu o populație de 187 de locuitori.